# Takao Oishi
Takao Oishi (Shizuoka, 25 mei 1964) is een voormalig Japans voetballer.